# Laïndé-Mami
Laïndé-Mami est un village de la commune de Djohong situé dans la région de l'Adamaoua et le département du Mbéré au Cameroun.

## Population
En 1967, Laïndé-Mami comptait 70 habitants, principalement Gbayas et Peuls. Lors du recensement de 2005, 712 personnes y ont été dénombrées.